# Warsow
Warsow ist eine Gemeinde im Landkreis Ludwigslust-Parchim in Mecklenburg-Vorpommern (Deutschland). Sie wird vom Amt Stralendorf mit Sitz in der Gemeinde Stralendorf verwaltet.

## Geografie und Verkehrsanbindung
Warsow liegt etwa elf Kilometer südwestlich von Schwerin und 15 Kilometer nordöstlich von Hagenow direkt an der Bundesstraße 321. Die Sude fließt entlang der südlichen Grenze des Gemeindegebietes. Anschluss zur Bundesautobahn 24 besteht in sechs Kilometern Entfernung an der Anschlussstelle Hagenow. Der nächste Bahnhof an der Bahnstrecke Hagenow Land–Schwerin befindet sich in Alt Zachun (5 km).
Zur Gemeinde gehören die Ortsteile Warsow, Kothendorf und Krumbeck.
Umgeben wird Warsow von den Nachbargemeinden Stralendorf im Norden, Pampow im Nordosten, Holthusen im Osten, Bandenitz im Süden, Schossin im Westen sowie Dümmer im Nordwesten.

## Geschichte

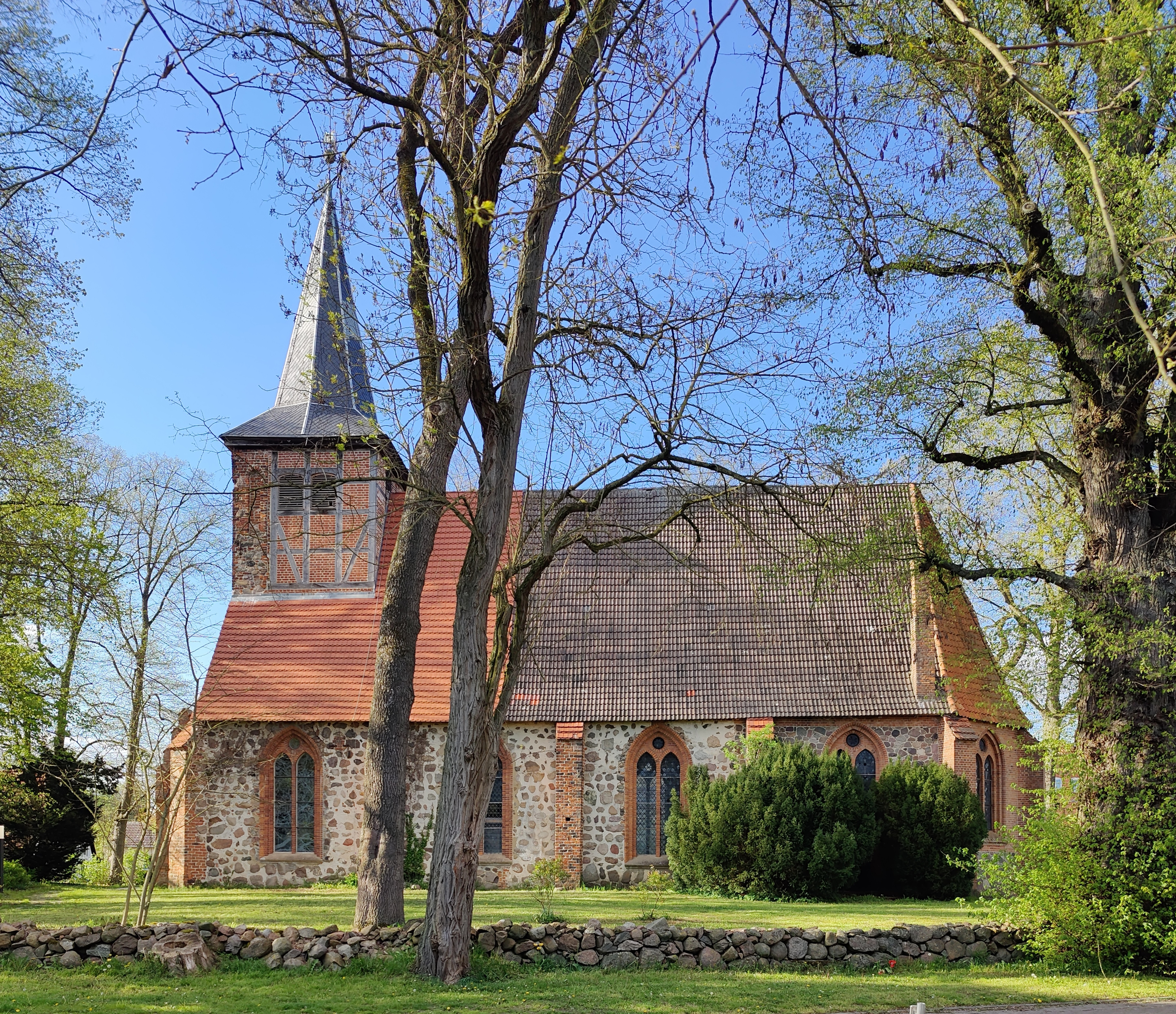
Dorfkirche Warsow

Gemäß der ersten urkundlichen Erwähnung aus dem Jahre 1217 war Warsow ein Gut- und Kirchdorf.
Die in der Vergangenheit mehrfach umgebaute Kirche ist ein gotischer Bau aus Granitbruchstein mit Strebepfeilern. Die zwei Glocken der Kirche stammen aus den Jahren 1309 und 1474. Die 1833 durch Jacob Friedrich Friese gebaute Orgel befindet sich seit 1874 in dieser Kirche.
Ein niederdeutsches Hallenhaus aus dem Jahre 1787 ist bis heute erhalten geblieben. 1972 wurden Kothendorf und Krumbeck zu Warsow eingemeindet.

### Ortsteil Kothendorf
Die erste urkundliche Erwähnung stammt aus dem Jahr 1297, in der Nikolaus Graf von Schwerin das Dorf an das Kloster Zarrentin verkaufte. 1873 wird Kothendorf mit Sudenmühle vereinigt.

### Ortsteil Krumbeck
Die Siedlung Krumbeck entstand, weil acht Erbpächter wegen zu dichter Besiedlung und aus brandschutztechnischen Gründen ihre Häuser auf Äckern westlich von Kothendorf aufbauten.

## Politik
Die 2019 gewählte Gemeindevertretung setzt sich wie folgt zusammen:
- SPD: 3 Sitze
- Freies Warsower Wählerbündnis für Zukunft, Umwelt und Bürgernähe: 3 Sitze
- Wählergemeinschaft Kothendorf: 2 Sitze
- Einzelbewerber Becker

### Dienstsiegel
Die Gemeinde verfügt über kein amtlich genehmigtes Hoheitszeichen, weder Wappen noch Flagge. Als Dienstsiegel wird das kleine Landessiegel mit dem Wappenbild des Landesteils Mecklenburg geführt. Es zeigt einen hersehenden Stierkopf mit abgerissenem Halsfell und Krone und der Umschrift „GEMEINDE WARSOW • LANDKREIS LUDWIGSLUST-PARCHIM“.

## Sehenswürdigkeiten
- Gotische, mittelalterliche Saalkirche in Warsow mit Fachwerk – Dachreiter; Chor aus Feldstein; 1863 durch Sanierungen stark verändert; mit Friese-Orgel von 1833.[5]
- Hallenhäuser in Krumbeck
- Mühlengebäude und Sudetal in Sudenmühle

→ Siehe auch Liste der Baudenkmale in Warsow